# St. Josef (Dorfborn)
| St. Josef, Dorfborn |                    |
|                     |                    |
| Frontansicht        |                    |
| Ort                 | Dorfborn           |
| Konfession          | römisch-katholisch |
| Diözese             | Fulda              |
| Patrozinium         | Josef von Nazaret  |
| Baujahr             | 1956               |
| Bautyp              | Saalkirche         |
| Funktion            | Filialkirche       |

St. Josef ist eine römisch-katholische Filialkirche in Dorfborn, Gemeinde Neuhof im osthessischen Landkreis Fulda, die zum Bistum Fulda gehört. Sie ist eine Filialkirche der Pfarrkirche St. Michael in Neuhof. Das Kirchengebäude steht an der Friedensstraße 2.

## Geschichte
Dorfborn liegt im Gebiet der Karmann-Schenkung im Jahre 747 an Bonifatius und somit an das Kloster Fulda.
Seit der Ersterwähnung im Jahre 1450 war es zum Kirchspiel Flieden des Klosters Fulda in der Erzdiözese Mainz, Archidiakonat St. Johann in Mainz zugeordnet.

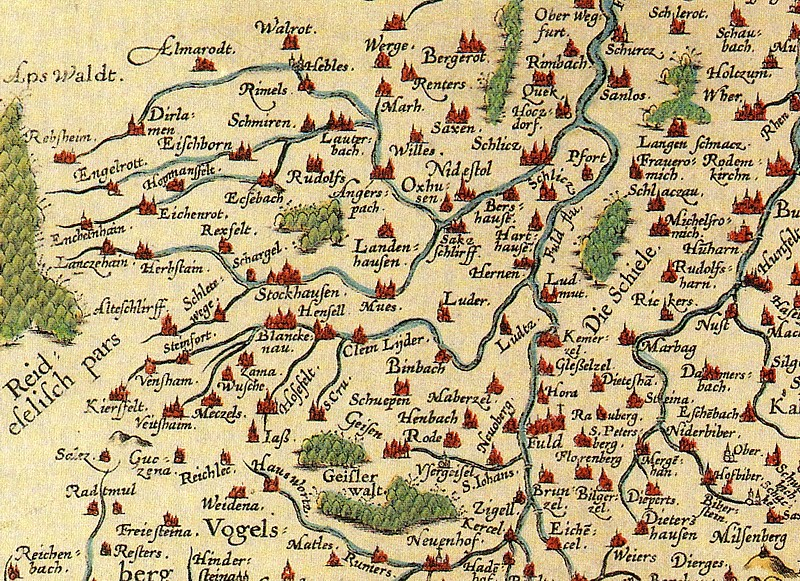
Lage von Neuhof (Neuenhof) auf einer Karte des Hochstifts Fulda von 1574

In 1510 war es ein Dorf des fuldischen Gerichts Neuhof ("Castrum Nuwenhof") Schloss Neuhof 1519. 1787 Fürstabtei Fulda, Oberamt Neuhof. Nach der Säkularisation des Klosters Fulda 1803 wurde auch das geistliche Fürstentum aufgelöst. Im Jahre 1812 war es Tochterkirche von Neuhof. 1816 zählte es zum Kurfürstentum Hessen, Großherzogtum Fulda, Amt Neuhof.

## Neuzeit
Der Grundstein der Kirche wurde am 24. Juli 1955 gelegt. Bereits am 25. Juli 1956 wurde sie durch den damaligen Weihbischof Adolf Bolte auf den Namen St. Josef der Arbeiter geweiht. Das Patrozinium feiert die Kirche am 1. Mai. 2016 konnte die Kirche das 60-jährige Jubiläum feiern.

## Kirchenbau
Die Kirche, deren Pläne der Architekt Hans Weber aus Amöneburg schuf, ist ein rechteckiger Ziegelbau mit verputzen Wänden und einem Dachreiter. Das Frackdach ist über dem westlichen Seitenschiff tiefer heruntergezogen. Der Querbau mit Eingangshalle verbreitert die Südfassade, welche durch eine Putzmalerei mit einer Darstellung des hl. Joseph als Arbeiterpatron mit Maurer, Bergmann und Schutzengel von Erhardt Klonk verziert ist.

## Innenraum

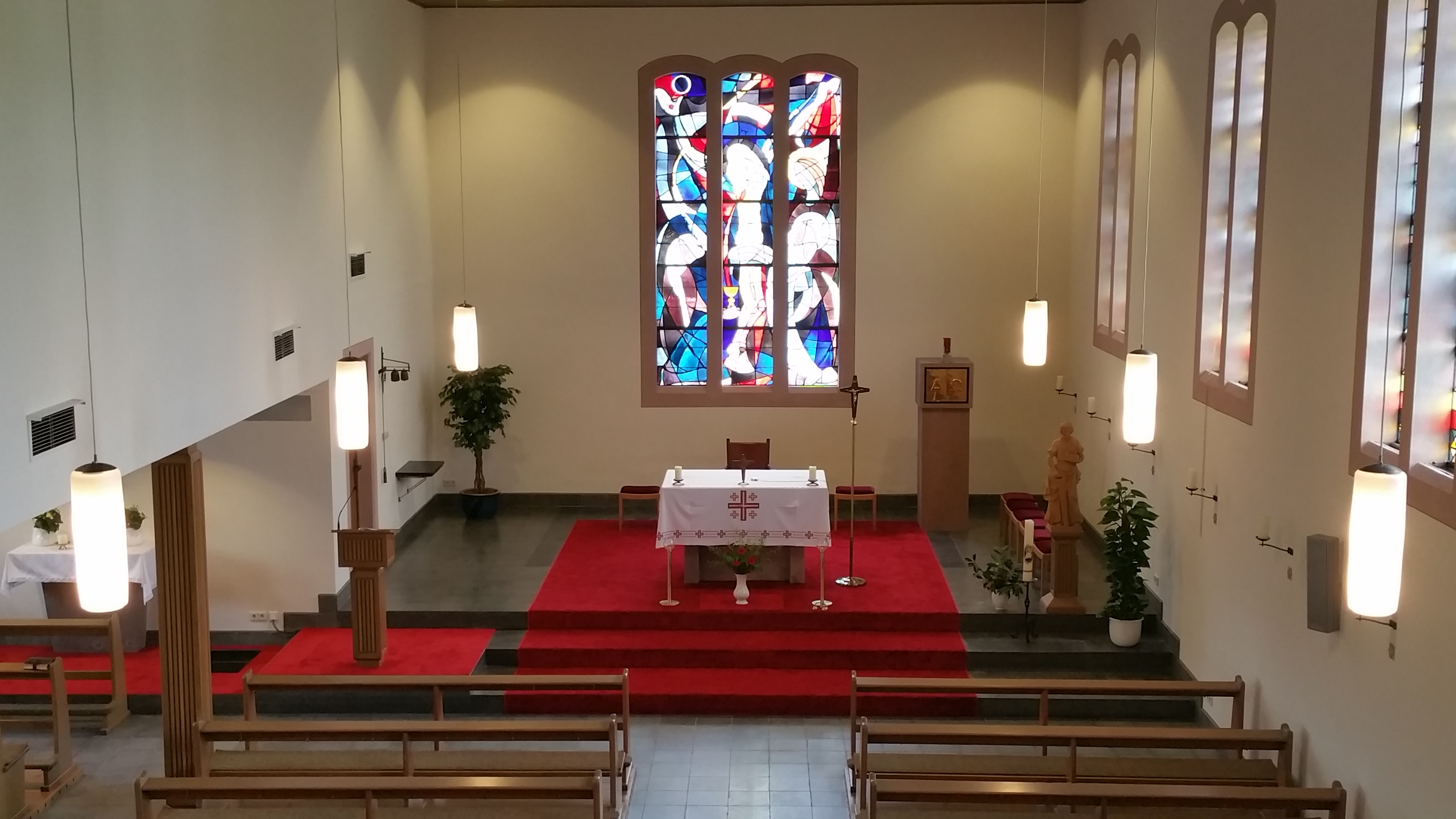
St. Josef Innenansicht zum Altarraum mit Ambo, Altar, Tabernakel und Holzplastik "St. Josef"

Der Innenraum wird durch eine flache Holzdecke nach oben begrenzt.
Altarraum
Das prägnante, farbige Glasfenster im Altarraum wurde ebenfalls von Erhardt Klonck geschaffen und zeigt eine Darstellung der Kreuzigungsgruppe. Der Volksaltar und die Tabernakelstele sind aus rotem Sandstein.
Seitenschiff
Sehenswert sind neben den Kreuzwegtafeln als Majolikaarbeiten. die spätgotische Madonna mit dem Jesuskind und die barocke Holzfigur des Heiligen Josef mit Lilie.

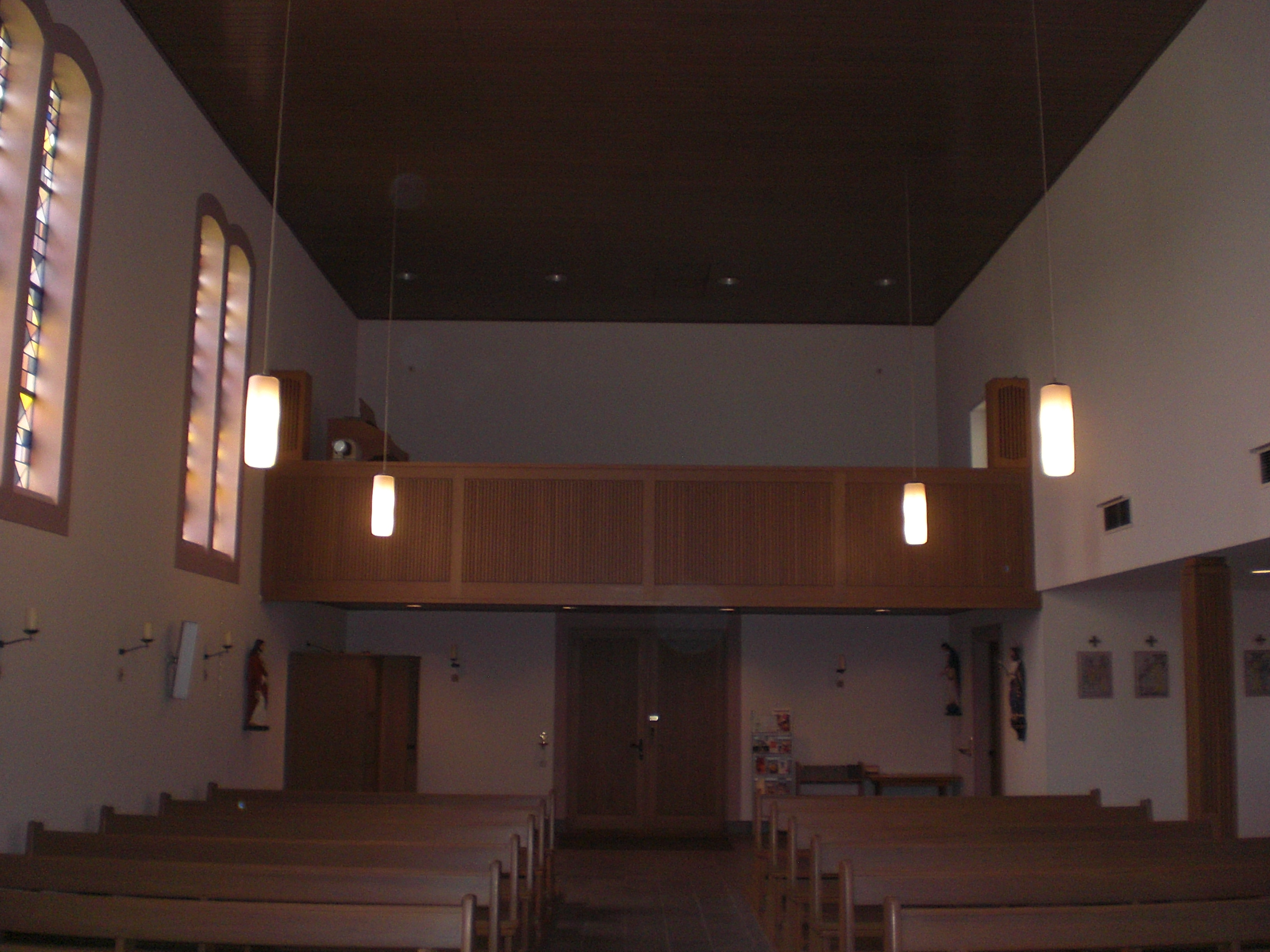
Die Empore der Kirche

## Kirchengemeinde
Die Filialgemeinde zählt zu einer der gegenwärtig sechs katholischen Kirchengemeinden in der Gemeinde Neuhof unweit der Kreisstadt Fulda, in der die Katholiken in der Mehrheit leben. Sie gehört dem Pastoralverbund Heiliger Geist, Kalbach – Neuhof im Dekanat Neuhof – Großenlüder an und umfasst die Pfarreien St. Michael Neuhof, Mariä Himmelfahrt in Rommerz, und St. Kilian Kalbach.